# Radojčići (Maglaj)
Pour les articles homonymes, voir Radojčići.
Radojčići (en cyrillique : Радојчићи) est un village de Bosnie-Herzégovine. Il est situé dans la municipalité de Maglaj, dans le canton de Zenica-Doboj et dans la fédération de Bosnie-et-Herzégovine. Selon les premiers résultats du recensement bosnien de 2013, il compte 120 habitants.

## Démographie

### Évolution historique de la population
| 1948 | 1953 | 1961 | 1971 | 1981 | 1991 | 2013 |
| ---- | ---- | ---- | ---- | ---- | ---- | ---- |
| -    | -    | 516  | 562  | 551  | 577  | 120  |

|  |

### Communauté locale
En 1991, la communauté locale de Radojčići comptait 1 326 habitants, répartis de la manière suivante :